# Ann-Catrin Örtkvist
Ann-Catrin Örtkvist, född 21 september 1968, är en svensk kristdemokratisk politiker och kommunalråd i Karlskoga kommun. 

## Politisk karriär
Från den 15 oktober 2022 är Örtkvist aktiv som ledamot i kommunfullmäktige och som 1:e vice ordförande i kommunstyrelsen. Dessutom innehar hon rollen som 1:e vice ordförande i Krisledningsnämnden och som ordförande i Rådet för funktionshinderfrågor. Hon är även vice ordförande i Karlskoga Kommunhus AB.